# クロボシ
『クロボシ』は、山田也による日本の漫画作品。
集英社の『ビジネスジャンプ増刊BJ魂』にて2008年12月1日号より連載が開始され、2009年9月現在は同誌及び『ビジネスジャンプ』本誌にて不定期に連載されていた。単行本は、同年同月現在同社のヤングジャンプ・コミックスより既刊1巻。デビュー以来、長らく男性少女漫画家として活動してきた作者にとって初めての男性向け漫画雑誌での連載である。

## あらすじ
昔から事あるごとに、めまいや悪寒など原因不明の「黒いモノ」に襲われてきた白石最。「黒いモノ」は大学受験、就職面接など人生の重要な岐路でも現れ、その度に失敗してきた。原因を突き止めようと考えを巡らせた最は、手のひらのホクロに邪気を浄化する力があることが分かる。
決してなくなることのない人の悪意と戦う日々が始まる。

## 登場人物
白石 最（しらいし さい）
25歳。右の手のひらに白石家の男子が受け継ぐ、邪気を吸収し浄化するという「光明ボクロ」を持つ（作中では“星”に“ホクロ”とルビが振ってある）。吸収した邪気の浄化には体力を要し、いつも意識を失ってしまう。ホクロの能力のせいで就職に失敗し、アルバイトで食いつないでいる。
両親は事故で亡くなっており、現在は古びた一軒家に下宿している。
道江（みちえ）
最の下宿の家主のおばあちゃん。最は右手に“星”を掴んで生まれてきた幸運の持ち主だと思っている。
由美（ゆみ）
最の小学校からの同級生。現在は小学校教師。
戸川 隆道（とがわ たかみち）
最の高校以来の親友。不良だった高校時代、当時はまだ原因が分かっていなかった最のホクロによって浄化された。現在は小太りの人の良さそうな会社員。殺人鬼に殺される。
佐伯 笑里（さえき えみり）
最と同じ家に下宿することになった女子高生。同性からもからかわれ、義父に欲情を抱かせるほどの巨乳を気にしており、猫背と長い髪で隠し陰気に振る舞っていたが、最に浄化され明るくなり、胸のことも気にしなくなった。

## 書誌情報
山田也 『クロボシ』 集英社〈ヤングジャンプ・コミックス〉、既刊1巻（2009年9月現在）
1. 2009年9月18日発売[1]、ISBN 978-4-08-877729-0